# 趙禮 (弘治進士)
趙禮（1456年—？），字公遜，江西撫州府临川縣人，民籍，明朝政治人物。

## 生平
江西鄉試第五十六名舉人。弘治十二年（1499年）中式己未科會試第二百三十八名，二甲第五十九名進士。

## 家族
曾祖趙允恭；祖趙子先；父趙大璋，遇例冠带。母陈氏。慈侍下。